# ビデオゲームジャーナリズム
ビデオゲームジャーナリズムはコンピュータゲームの報道と議論に関係するジャーナリズム部門。通常、コア公開/プレビュー/レビューサイクルに基づいている。近年、オンラインの出版物やブログが増加している。

## 歴史

### 紙ベース
今でも継続的に出版されているアーケードゲーム業界をカバーする最初の雑誌は、1974年に出版を開始し、硬貨投入型の娯楽業界全体（ビデオゲーム部門を含む）を対象とした業界誌「プレイ・メーター」である。消費者向けビデオゲームのジャーナリズムは、1978年のスペースインベーダーの成功直後のアーケードビデオゲームの黄金時代に始まり、テレビ放映や新聞や雑誌などで新興のビデオゲーム媒体に関する何百もの有益な記事やストーリーにつながった。北米では最初の『Video』誌のビデオゲームに関する消費者志向の日常コラム「Arcade Alley」が1979年より始まり、ビル・カンケル、アーニー・カッツ、ジョイス・ウォーリーによって書かれた。1970年代の後半に日本で、パソコン雑誌と漫画雑誌のコラムでビデオゲームに関する特集が組まれた。最も初期のビデオゲームの独占特集記事が1981年後期に現れたが、早期のコラムベースの特集が北米や日本で盛んになった。その著名な例として、1980年代初めの週刊少年ジャンプに掲載されたゲームデザイナーの堀井雄二のコラムや 、1982年から1992年まで全国に配信されていたローソン・ストローバルの週刊コラム「The Vid Kid」がある。
最初の消費者志向のビデオゲーム専門雑誌は「Arcade Alley」ライターのビル・カンケルとアーニー・カッツとジョイス・ウォーリーによって1981年10月にアメリカで創刊された『Electronic Games』であり、その次が1981年11月にイギリスで創刊された『Computer and Video Games』である。2019年時点で、現在も刊行されている最も古いビデオゲーム雑誌は1986年創刊の『ファミ通』でその次が1989年創刊の『エレクトロニック・ゲーミング・マンスリー』である。
1983年のアタリショックにより西洋のビデオゲーム雑誌市場は酷く傷ついた。1981年11月創刊の『Computer Gaming World』は1984年に18もあったコンピュータゲーム雑誌で生き残ったのは自誌のみであったと1987年に述べた。一方日本では1982年から最初のビデオゲーム専門雑誌が登場し始め、アスキーの『ログイン』を皮切りに、角川書店の『コンプティーク』やソフトバンクの『Beep!』等が創刊された。コンシューマーゲーム及び特定のゲーム機に特化した雑誌は徳間書店が1985年に創刊したファミリーコンピュータ専門誌『ファミリーコンピュータMagazine（ファミマガ）』が最初である。この雑誌は後に1986年創刊の「ファミコン通信（後のファミ通）」、1988年創刊の「ニンテンドーパワー」等といった有名な模倣雑誌を生んだ。
1990年代初め、ビデオゲームジャーナリズムはロシアや中国等の国々でのビデオゲーム市場出現に伴い、ヨーロッパから東へ、日本から西へと広がり始めた。ロシア初の消費者指向のゲーム雑誌「Velikij Drakon」が1993年に発売され、1994年中頃に中国初の消費者向けゲーム雑誌「DiànzǐYóuxìRuǎnjiàn」と「Play」が発売された。

### ウェブベース
最初の2つの電子ビデオゲーム雑誌の内、どちらが「最初に（オンラインで）定期的に公開された」かについて、相反する主張がある。元々は1992年4月に紙のファンジン（同人誌）として始まった「ゲームゼロ」誌は、1994年11月にウェブページを立ち上げ、1995年4月にページを公式に発表したと主張した。ゲームゼロのウェブサイトは、オハイオ州中央部に拠点を置く発行部数1500部の隔週雑誌に基づいており、CD-ROMベースの雑誌に発展し、ピーク時には発行部数が15万部になっていた。ウェブサイトは、1994-1996年の間、毎週更新された。
もう一方の『Intelligent Gamer Online（IG Online）』は1995年4月にウェブ専用サイトとしてスタートし、「bi-weekly(隔週)」の名前に関わらず、日常的にサイトの更新を行った 。Intelligent GamerはWebが普及する何年も前からオンラインで出版をしており、1993年にジョー・バーロウとジェレミー・ホーウィッツによって開発されたダウンロード可能な出版物「Intelligent Gamer」が起源である 。これはホーウィッツとUsenetベースのパブリッシャーのアンソニー・シューベルトのもとで発展し、1994年後半と1995年初めにAmerica Online（AOL）とLos Angeles TimesのTimesLink / Prodigyオンラインサービス向けの 「Intelligent Gamer Online」インタラクティブオンラインミニサイトへと進化した。当時それは「オンラインでしか見つからない最初の全国的なビデオゲーム雑誌」と呼ばれていた。
ゲームゼロ誌は1996年末に活動を中止し、アーカイブサイトとして維持されている。一方IG Onlineはホーウィッツとシューベルトの努力により構築された強力なWebコンテンツのライブラリーに支えられ、最終的にIG OnlineはSendai PublishingとZiff Davisに買収された。

#### ニューメディア
「フューチャー・パブリッシング」はゲーム業界における古いメディアの衰退の格好の例となった。2003年、グループは数百万ポンドの利益と力強い成長を得たが、2006年早期までに出版利益が警告されており、不振の雑誌を休刊した（ゲームとは関係なし）。その後、2006年11月下旬に出版社は4900万ユーロ(9600万ドル)の税引き前損失の発生と銀行債務を減少させるためにイタリアの子会社「フューチャー・メディア・イタリア」の売却を発表した。
2006年中頃、Eurogamerの事業開発マネージャーのパット・ガラットは、Webに適応していなかった出版型のゲームジャーナリズムの人々への批判を書き、フューチャー・パブリッシングのような企業が直面している課題となぜ彼らがそれらを克服しなかったのかを自身の出版事業での過去の経験を引き合いに出し説明した
。
これは、マスメディアからニッチな専門家に向かう動きと相まって、別注ゲーム執筆市場が拡大している。このゲームの報道は、客観的ではなく、特定の観点から書かれていることを認めている。例えば、「ゲーム・ピープル」のソーシャルメディアなどのアウトレットでは、このバイアスをコンテンツ独特のセールスポイントとして使用している。
Eスポーツ人気の高まりで、ESPNやYahoo!のような伝統的なスポーツを報じるウェブサイトは自社のEスポーツ専門部門を2016年早期に開設した 。この動きは物議を醸しており、特にESPNのケースでは同社の社長のジョン・スキッパーがEスポーツはスポーツに代わるコンペティションと述べた 。このEスポーツへのシフトに対する反応は大きな関心と大きな嫌悪どちらもあった。2019年時点でもESPNとヤフーはEスポーツのネット報道を継続しているが、Yahoo eSportsは2017年6月21日に終了した。
ESPNとYahooに加えて、「スコア・エスポート」や「ドット・エスポート」などの現代のEスポーツ専用のニュースサイトは、『カウンターストライク』、『League of Legends』、『Dota 2』などのゲームを幅広くカバーしている。

#### 独立性
最初のコンシューマーゲームが登場して以来、自主制作のゲームのファンジン（同人誌）が出てきたとはいえ、殆どのゲーマーの生活にインターネットが浸透したことでビデオゲームのジャーナリズムにおいて独立ライターが発言できるようになった。大手ゲームパブリッシャーの殆どが当初は無視していたが、コミュニティが影響力と献身的な読者層を拡大していき、プロレベルの（またはプロに近い）執筆が増えていったことからそれらの大企業の注目を集めていった。
独立ビデオゲームサイトは一般に非営利団体で、収益は運営費用と時にはライターへの支払いに回される。独立の名前が示すように、企業やスタジオと提携しているわけではないが、無規制のサイトモデルには偏見がつきものである。多くの独立サイトがブログ形式である。読者が記事を書き、編集チームによって調整される「ユーザー提出型」のモデルもまた人気である。
近年では一部の大規模独立サイトがより大きなメディア企業（多くの場合Ziff Davis）に買収され始めており、Ziff Davisは複数の独立系サイトを所有している。
2013年から2014年にかけてIGNとGameSpotは大規模なレイオフを発表した 。

#### 動画サイトでのレビューの増加
「Gamasutra」のマイク・ローズの2014年の記事によれば、「TotalBiscuitのような宣伝者が、IGN、GameSpot、Game Informerのような主要な消費者向けWebサイトに比べますます重要になってきています。一年前、私は開発者に対し、できるだけ多くのメディアにできるだけ早く連絡するようにアドバイスしました。私はまだそう助言しますが、YouTuber達の注目を集めるためにも行うように注意してください」ローズは一部のゲーム会社にインタビューし、YouTubeの人気放送の重要性は、インディーズゲームでは最も顕著であり、ゲーム専門誌は下回っていると結論づけた。

デイビッド・オーバックは、「Slate」誌でビデオゲーム報道の影響が減っていると述べた。「ゲーマーはゲームジャーナリストよりも影響力が強く、視聴者との関係がはるかに優れているため、ゲーム企業や開発者は現在、ブランドを構築するためのより良い方法として準アマチュア愛好家に直接アプローチしています...任天堂は既にビデオゲームのプレスを数年間閉鎖しています」オーバックは、ゲームジャーナリストの聴衆、ゲーマーは、動画のレビューサイトに向かっていると結論づけた。

## 倫理
コンピュータゲームメディア業界のジャーナリズムは少なくとも2002年以降から議論の対象となっていた。

### 利益相反とゲームパブリッシャーからの圧力
ゲームをレビューする出版物は、ゲームの販売会社から広告料および歓待を受け取ることが多いが、これは利益相反をもたらすと理解されている。
2001年、ネガティブレビューを受けた3DO社の社長がGameProに広告料を減らすと脅すメールを送付した。
2007年、ジェフ・ガーストマンがGameSpotに広告を大量に出しているパブリッシャーが販売したゲームに対しかなりネガティブだと考えられるレビューを投稿した後GameSpotを解雇された 。秘密保持契約によりガーストマンは2012年までこの話題について公に話すことが出来なかった。
Eurogamerの2012年の記事で、ロバート・フローランスはビデオゲーム報道とパブリッシャーの関係について「PR活動と殆ど区別できない」と批判し、ゲームジャーナリストのローレン・ウェインライトの清廉性について疑問を呈した 。「ドリトゲート」と呼ばれるこの論争に続き、英国の広範な名誉毀損法による法的措置の脅威が迫ったため、Eurogamerが自己検閲を行った 。フローランスは自身の記事を修正することを余儀なくされ、結果的に彼はゲームジャーナリストを引退した。
「Gamasutra」のマイク・ローズによる2014年7月の調査によればYouTubeの有名ゲームチャンネルの約4分の１がゲームパブリッシャーまたはゲームデペロッパーから放送(実況プレイ映像)の謝礼を受け取っていた。
2014年8月に始まった「ゲーマーゲート集団嫌がらせ事件」に続き、「Destructoid」と「The Escapist」が開示と利害対立の方針を強化した 。「Kotaku」のステファン・トチロ編集長はライターが開発者のPatreonキャンペーンへの寄付は許可されないと述べた 。Kotakuは後で、それらのために書かれたジャーナリストのパトリシア・ヘルナンデスが開発者のアンナ・アンスロピーとクリスティーン・ラブの友人であり、アンスロピーと過去に同居していたことを明らかにした 。Polygonは同社が過去及び将来においてPatreonに行う貢献について開示した。

### レビュースコアと総評価
主要なビデオゲーム雑誌、ウェブサイト、および時々ニューヨーク・タイムズ紙やワシントン・ポスト紙などの主流の新聞でも行われるゲームのレビューは、一般に、Metacritic、Game Rankings、Rotten Tomatoesなどのサイトで消費者向けに収集される。 レビューが採点されたり等級付けられたりすると、これらのサイトはそれを数値スコアに変換し、集計スコアを算出する。Metacriticの場合、これらのスコアは、出版物に関連する重要な要素によってさらに重み付けされる。Metacriticはまた、スコア付けされていないレビューを評価し、サイトの編集者がレビューについて得た印象に基づいて数値スコアを割り当てることでも知られている。
業界内でMetacriticはゲームパブリッシャーによってゲームの重要な成功を図る指標となり、しばしば財務報告書において投資家に印象を与えるために使用される。ビデオゲーム業界は通常、残差を支払うのではなく、重要なパフォーマンスを支払う。発売前にパブリッシャーはデペロッパーとMetacriticのスコアが一定以上になった場合ボーナスを支給する契約を結ぶ可能性がある。有名な例として、オブシディアン・エンターテイメントのメンバーが手掛けた『フォールアウト：ニューベガス』がMetacritcのスコア100点中85点以上獲得した場合ベセスダ・ソフトワークスからボーナスを受け取ることになっていたが、発売後、ゲームはMetacriticで1点足りない84点しか獲得できず、ベセスダはボーナスの支払いを拒否した
ビデオゲームのレビュアーは、Metacriticスコアへの影響と、その後のボーナス支払いスキームへの影響を認識している。2014年以前のEurogamerは、一般的に他のサイトよりもゲームを低めに採点していたことで、Metacriticの総合スコアを引き下げていることを認識していた。このため、2014年に採点方式のレビューを廃止しておりスコアはこれらの合計スコアに含まれなくなった。 Kotakuも同様の理由で採点方式のレビューシステムを廃止した。

### 噂、信頼できる情報及びブラックリスト
ビデオゲーム業界の多くの情報は、ゲームの発売まで開発者やパブリッシャーによって隠されており、声優の選定に関する情報さえも高い機密協定のもとで秘密にされている 。しかし、そのような情報の噂や漏えいが通常オンラインメッセージフォーラム「NeoGAF」を通じて未だに起きている。このような噂や情報は、たびたびゲーム開発企業の匿名の情報源からビデオゲームのジャーナリストの手に渡ることもある。この情報を公開するかどうかは、ジャーナリズムの清廉性の問題になる。
Kotakuは、まだ明らかにされていない情報を報道することで問題を抱えていると指摘されている。2009年には、ソニーが発表予定だったPlayStation Homeについての情報をKotakuが発表前に公開したことでソニーはKotakuとの関係を断った。Kotakuが自社のサイトでこの件について報告したとき、読者はソニーに文句をつけ、ソニーは決定を翻した。Kotakuはまた、パブリッシャーが発表する数カ月前にDoom 4やPrey 2のような作品について発表し、それらのタイトルのゲーム開発の問題の詳細な歴史を報じた。2015年11月、Kotakuはベセスダとユービーアイソフトによって少なくとも1年間ブラックリストに登録されたと報告している。kotakuはもはやレビュー用のゲームのコピーをもらうことも、パブリッシャーから報道用の情報を受け取ることも、会社の代表者の誰ともやりとりすることはできなくなった。

## ニューゲームジャーナリズム
ニューゲームジャーナリズム (NGJ)は2004年にジャーナリストのキエロン・ギレンが提唱したビデオゲームジャーナリズムの用語であり、個人的な逸話、他のメディアへの言及、創造的分析を使ってゲームのデザイン、遊び、文化を探求している 。NGJはニュー・ジャーナリズムのモデルをビデオゲームジャーナリズムに適用したものである。ギレンのNGJ宣言は、現在は閉鎖されているフォーラム/ウェブサイトに最初に掲載された。ビデオゲームプレイヤーのコミュニティは、しばしば趣味の議論と分析に携わっていた。そこから、逸話的な作品である「Bow Nigger」が現れた。ギレンはこの作品をNGJが達成すべきことの例としての大きなインスピレーションとして引用し、作品はギレンと関係が深いPC Gamerの英国サイトでその後再掲載された。
ほとんどのNGJの記事は、伝統的な意味でのゲームのレビューではない。代わりに、旅行ジャーナリズムに類似していると理解することができる。ここでは、ライターがゲーム世界から提示される主観的な経験に加えて、オンラインでの他のプレイヤーとの交流、ゲームプレイを取り巻く実際の出来事、その他の個人的な経験や逸話、独特のストーリーを作成する。このストーリーは、他のプレイヤーがゲームで経験することを必ずしも示すものではなく、ゲームのメリットや失敗点に関して客観的な価値判断を提供する可能性は低い。代わりに、ゲームをプレイする人の主観的な経験に注意が向けられている。

## レトロゲームレビュー
レトロゲームの人気が高まるにつれ、古いビデオゲームのレビューと考察も増加した。これは、クレイ・ルートリッジ教授によると、大人に成長した人々のノスタルジックな感情によるものであり、音楽などの他の芸術によって引き起こされる類似の感情よりも強いという。
これには、ゲームの重要な側面とそれがどのように現代的な側面へもたらしたかの評価など、古いビデオゲームのリマスターとレビューも含まれる。

## 関連リンク
- ゲーム雑誌
- クロスレビュー
- eスポーツ